# شاي أسام
شاي أسام (بالإنجليزية: Assam tea)‏ (بالهندية:  आसाम) (بالأسامية: অসম) هو شاي أحمر تم تسميته نسبة إلى ولاية أسام الهندية والتي تقع في أقصى شمال الهند وتحديدا جنوب سلسلة جبال الهيمالايا الشرقية، يتم الحصول على شاي أسام من نبتة الكاميليا سيننسز  والتي تزرع معظمها بالقرب أو عند مستوى سطح البحر، يتميز طعمه بنكهة شعيرية ولونه غامق ومشع. يشتهر شاي أسام بكونه شاي مناسب للإفطار، وهو أحد أصناف الشاي المستخدمة في شاي الإفطار الإنجليزي.

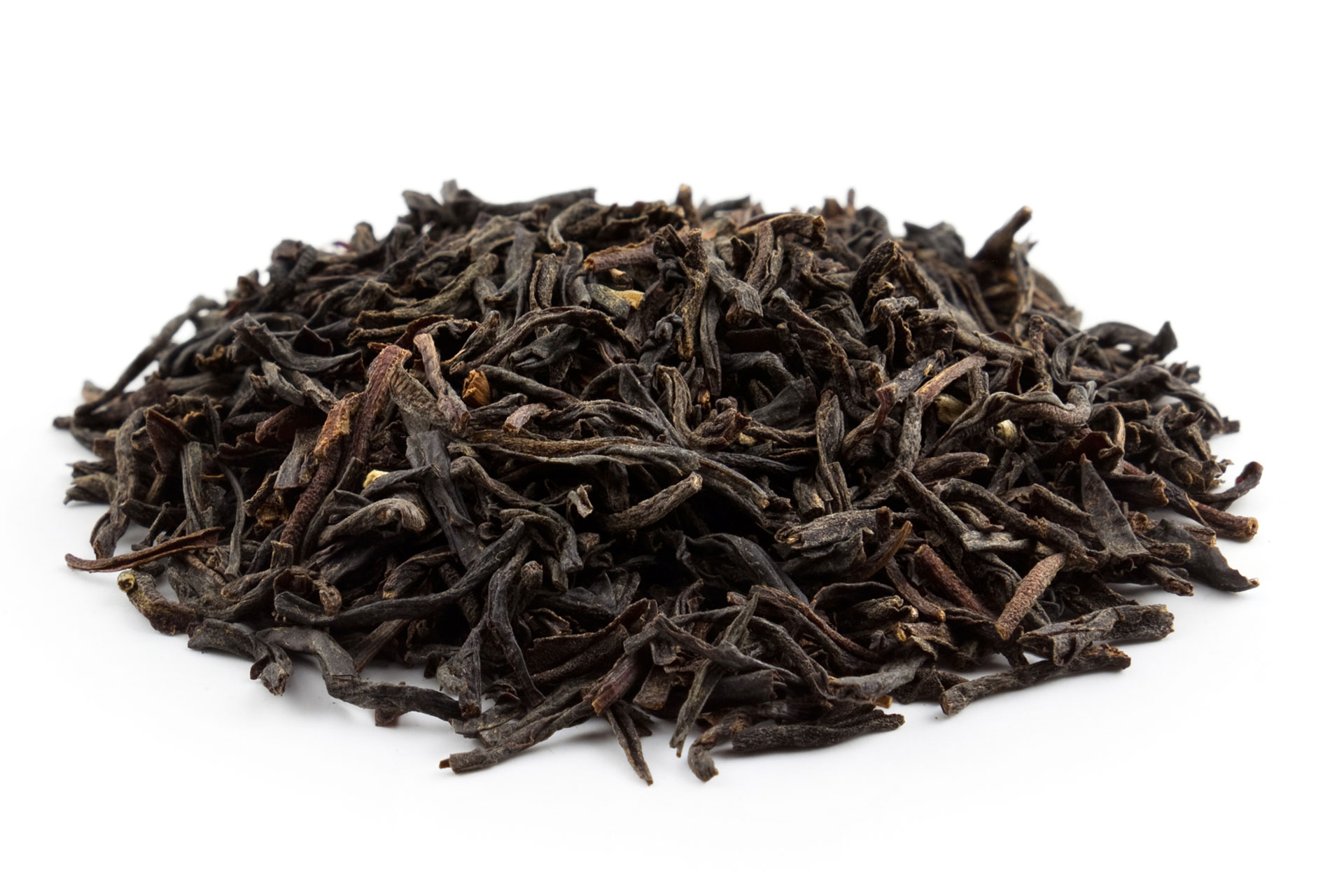
أوراق شاي أسام حصاد القطفة الثانية.

ولاية أسام الهندية هي الأكبر في العالم من حيث زراعة الشاي، هذا الجزء من الهند يتعرض لمعدلات مرتفعة من الأمطار الموسمية تصل إلى 250-300 مليميتر في اليوم الواحد، درجة الحرارة خلال النهار ترتفع حتى 40° مما يساهم في خلق جو شديد الرطوبة والحرارة، هذا المناخ الاستوائي يعمل على اكساب شاي أسام طعمه الشعيري المميز.
على الرغم من كون ولاية أسام الهندية تشتهر بشكل عام بإنتاج الشاي الأحمر، إلا انها تنتج كذلك كميات صغيرة من الشاي الأخضر والشاي الأبيض بخواص مميزة.
تاريخيا تعتبر ولاية أسام الثانية في إنتاج الشاي بكميات تجارية في المنطقة وذلك بعد جنوب الصين، أسام وجنوب الصين هما المنطقتين الوحيدتين حول العالم التي تزرع فيها نبتة الشاي الأصلية.

## الجغرافيا
على خلاف شاي دارجيلينغ وشاي نيلجيري الذان ينموان في المرتفعات تنموا شجيرات نبتة شاي أسام على الأراضي المنخفضة في وادي نهر براهمابوترا حيث التربة الطينية الغنية بالمواد المغذية الناتجة عن الفيضانات، الطقس يتراوح مابين بارد وجاف في الشتاء وحار ورطب وممطر في بقية الموسم وهي ظروف مثالية لزراعةالشاي، ونتيجة لطول الموسم والأمطار السخية تعتبر أسام واحدة من أغزر المناطق المنتجة للشاي حول العال ففي كل عام تنتج مزارع الشاي في أسام ما قيمته 1.5 مليون جنيه استرليني وبكمية تقدر ب 680,400 كيلوجرام من الشاي .

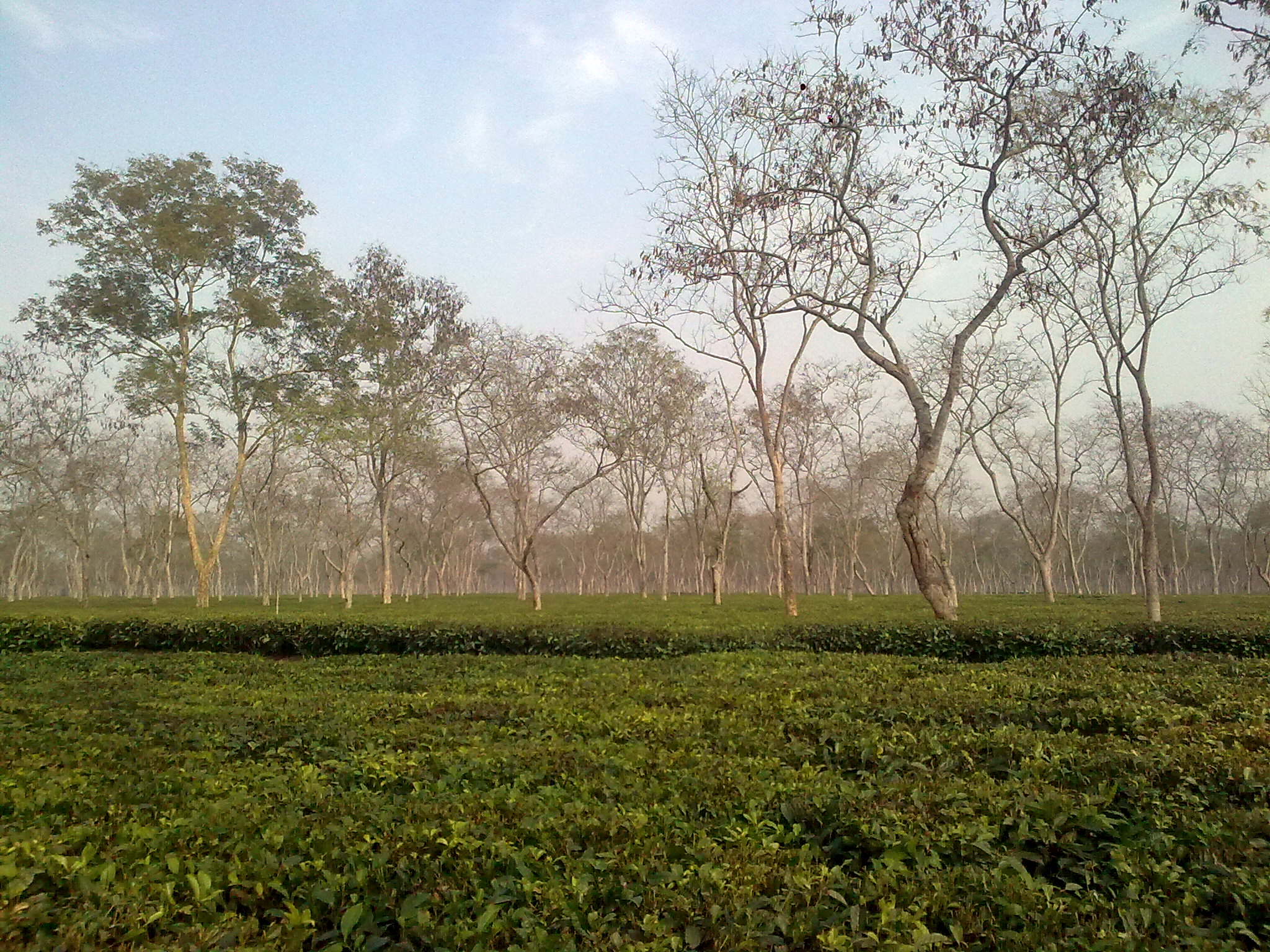
إحدى مزارع الشاي في أسام

بشكل عام يتم حصاد شاي أسام مرتين في السنة وذلك في قطفة أولى وقطفة ثانية، القطفة الأولى يتم حصادها في أوخر شهر مارس أما القطفة الثانية فيتم حصادها لاحقا وهي أكثر قيمة وجودة ومذاقها غني ولطيف وذلك مقارنة بالقطفة الأولى، أوراق نبتة شاي أسام لونها أخضر غامق ولامع وأوراقها عريضة مقارنة مع أوراق نبتة الشاي المزروعة في الصين

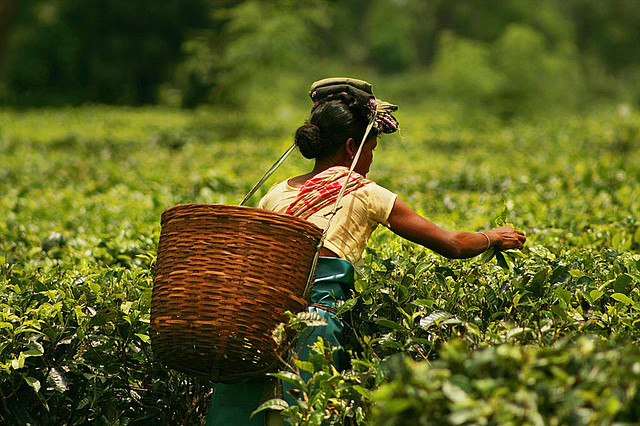
عاملة تقوم بحصاد أوراق الشاي في إحدى مزارع الشاي في أسام.

## تعليمات التحضير
لتحضير كوب مثالي من شاي أسام يتم استخدام ملعقة شاي واحدة(3 غرام) لكل كوب بسعة 250 مليميتر من الماء المغلي وتترك أوراق الشاي مابين 3 - 5 دقائق حتى تنحل في الماء ومن ثم تزال يضاف السكر أو العسل أو الحليب وذلك حسب الرغبة، كما يمكن إعادة استخدام نفس الأوراق أكثر من مرة.